# Palavra de entrada
Palavra de entrada, também referida com a designação de entrada, é a palavra que, por ordem alfabética, é registada, antes da sua definição ou explicação,  num dicionário, numa enciclopédia, ou obra semelhante. As palavras de entrada, regra geral, são destacadas a negrito. No exemplo apresentado, entreadivinhar é a palavra de entrada.

## Exemplo
entreadivinhar v.t.d. adivinhar em parte, presumir, calcular, suspeitar. ETIM entre- + adivinhar, ver dei-
DHLP, Tomo III, p. 1511.

## Referência
Dicionário Houaiss da Língua Portuguesa, Tomo III, p. 1510, Círculo de Leitores, Lisboa, 2003: entrada, acepção 26 LEX.